# 112 a.C.
Il 112 a.C. (CXII a.C. in numeri romani) è un anno  del II secolo a.C.

## Eventi
- L'imperatore cinese Han Wudi istituisce il monopolio statale della coniazione monetaria.
- Inizio della guerra fra Roma e il re della Numidia Giugurta, detta anche Guerra Giugurtina e narrata da Sallustio.

## Morti
- Aderbale, sovrano
- Cleopatra Trifena, regina egizia
- Cleopatra IV, regina egizia